# Cross Plains, Wisconsin
Cross Plains là một làng thuộc quận Dane, tiểu bang Wisconsin, Hoa Kỳ. Năm 2006, dân số của làng này là 3084 người.